# Karel Vosyka
Karel Vosyka (19. února 1847, Běleč – 3. března 1897, Praha) byl český inženýr, věnující se vodním, dopravním a zemědělským stavbám. Byl profesorem Císařské a královské české vysoké školy technické v Praze a v roce 1895–1896 byl zvolen jejím rektorem.

## Život
Vystudoval polytechnický ústav v Praze. Poté pracoval jako technický úředník Buštěhradské dráhy. Od roku 1874 byl asistentem vodního a silničního stavitelství u profesora Viléma Bukovského. V této době vypracoval první návrh vyšehradského tunelu. V roce 1879 se habilitoval jako soukromý docent pro stavbu vodovodů. V letech 1880–1884 působil v bulharském městě Sliven jako inženýr železničních staveb. Od roku 1884 byl inženýrem České zemědělské rady a současně docentem pražské techniky.
V roce 1890 bylo rozhodnutím ministerstva kultu a vyučování zřízeno na Císařské a královské české vysoké škole technické v Praze oddělení zemědělsko-technické. Řádným profesorem meliorací a kulturní techniky byl jmenován v roce 1891 Karel Vosyka. Vedle pedagogické činnosti se podílel na řadě melioračních a regulačních projektů.
Zemřel na následky úrazu v roce 1897. Pohřben byl v rodné Bělči.

## Dílo
- první návrh pro vyšehradský tunel
- vodovod v Hradci Králové
- vodárna v Libni
- přístav Holešovice
- vodovod plzeňského akciového pivovaru